# Gerningssted
Et gerningssted er ethvert sted, der kan være forbundet med en begået forbrydelse. Gerningssteder indeholder ofte fysiske beviser, der er relevante for en politimæssig efterforskning, eksempelvis fingeraftryk og blodspor.
Umiddelbart efter opdagelsen af et gerningssted skal der træffes foranstaltninger for at sikre og beskytte stedet, så eventuelle spor ikke bliver ødelagt af eksempelvis vind og vejr eller andre mennesker. For at bevare sikre dette vil politiet ofte afspærre området og/eller kontrollere, hvem der kommer ind og går ud. Ved at tage disse forholdsregler kan betjentene sikre, at det bevismateriale, der indsamles, kan bruges i retten. Beviser, der er ødelagt, kan ikke bruges i retten.
Alt, hvad der sker under analysen af et gerningssted, skal dokumenteres. Det er de eller de først ankommende politibetjent(e)s opgave opgave at sikre, at stedet er tilstrækkeligt dokumenteret. Dokumentationen sker i form af en politirapport, som bør omfatte betjentens observationer og handlinger, mens han var på stedet. Det er også de første på stedet, der typisk vil tale med vidner, ofre og mulige mistænkte. Der tages ofte fotos til rapporten.